# 半田村 (兵庫県)
半田村（はんだむら）は、兵庫県揖保郡にあった村。現在のたつの市揖保川町の北部、揖保川の右岸にあたる。

## 地理
- 河川：揖保川

## 歴史
- 1889年（明治22年）4月1日 - 町村制の施行により、揖西郡半田村・野田村・新在家村・養久村・二塚村・本条村・片島村の区域をもって発足。
- 1896年（明治29年）4月1日 - 所属郡が揖保郡に変更。
- 1951年（昭和26年）4月1日 - 神部村・河内村と合併して揖保川町が発足。同日半田村廃止。

## 交通

### 道路
現在は旧村域を山陽自動車道が通過するが、当時は未開通。